# Balchik Ridge
Balchik Ridge (englisch; bulgarisch Балчишки рид Baltschischki rid) ist ein 1,3 km langer und etwa 550 m hoher Gebirgskamm mit nordnordwest-südsüdöstlicher Ausrichtung auf der Livingston-Insel im Archipel der Südlichen Shetlandinseln. In den Tangra Mountains ragt er 0,9 km südlich des Silistra Knoll, 1,6 km östlich des Hauptgipfels des Peshev Ridge und 2,45 km westnordwestlich des Aytos Point auf. Der Bojana-Gletscher liegt südwestlich, südlich und östlich von ihm.
Die bulgarische Kommission für Antarktische Geographische Namen benannte ihn 2004 nach der Stadt Baltschik im Nordosten Bulgariens.